# Sha Tau Kok Railway

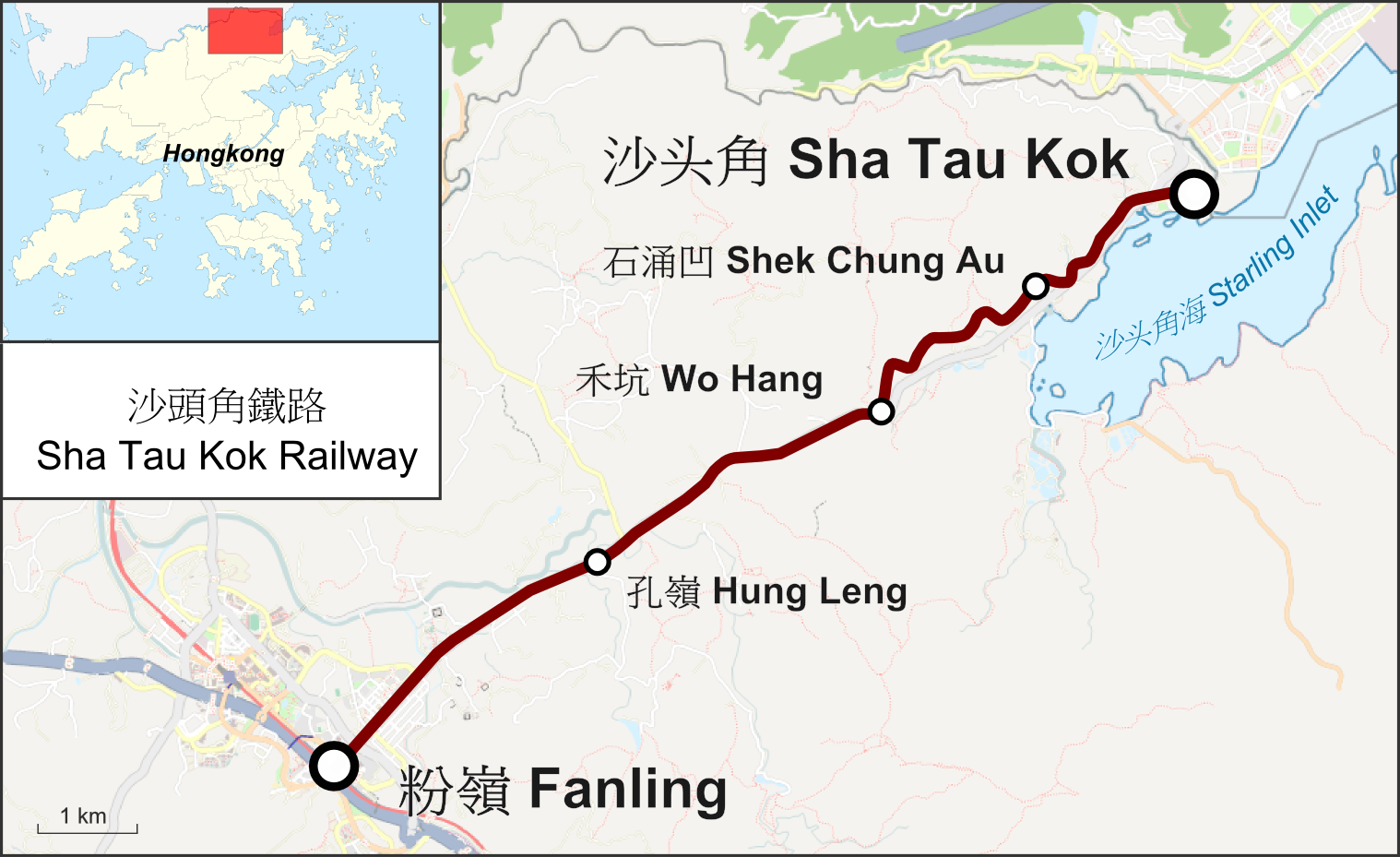
Streckenverlauf der Schmalspurbahn von Fanling nach Sha Tau Kok

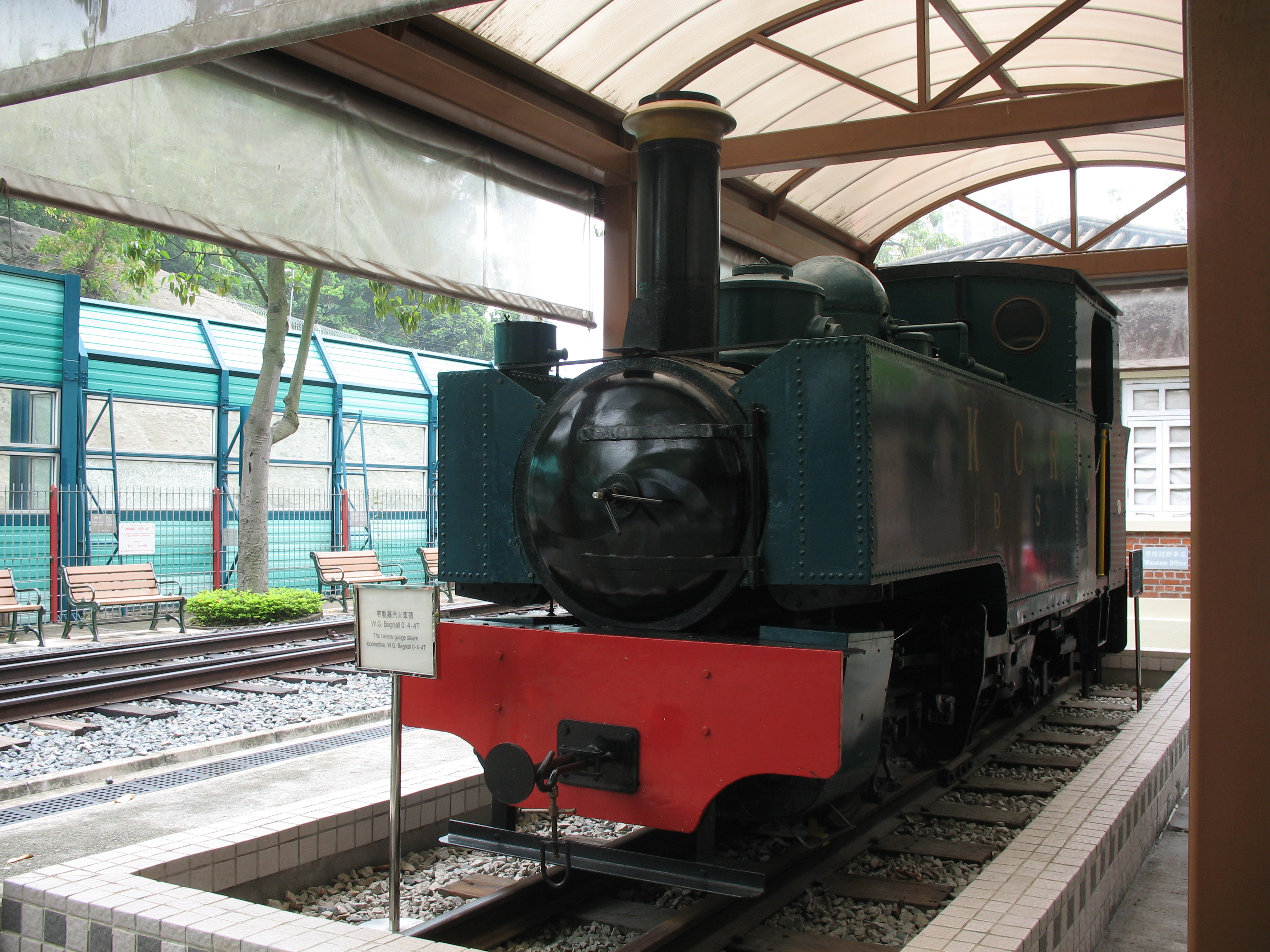
Dampflok von W.G. Bagnall 0-4-4T, die auf der Sha Tau Kok Railway fuhr und heute im Eisenbahnmuseum von Hongkong steht

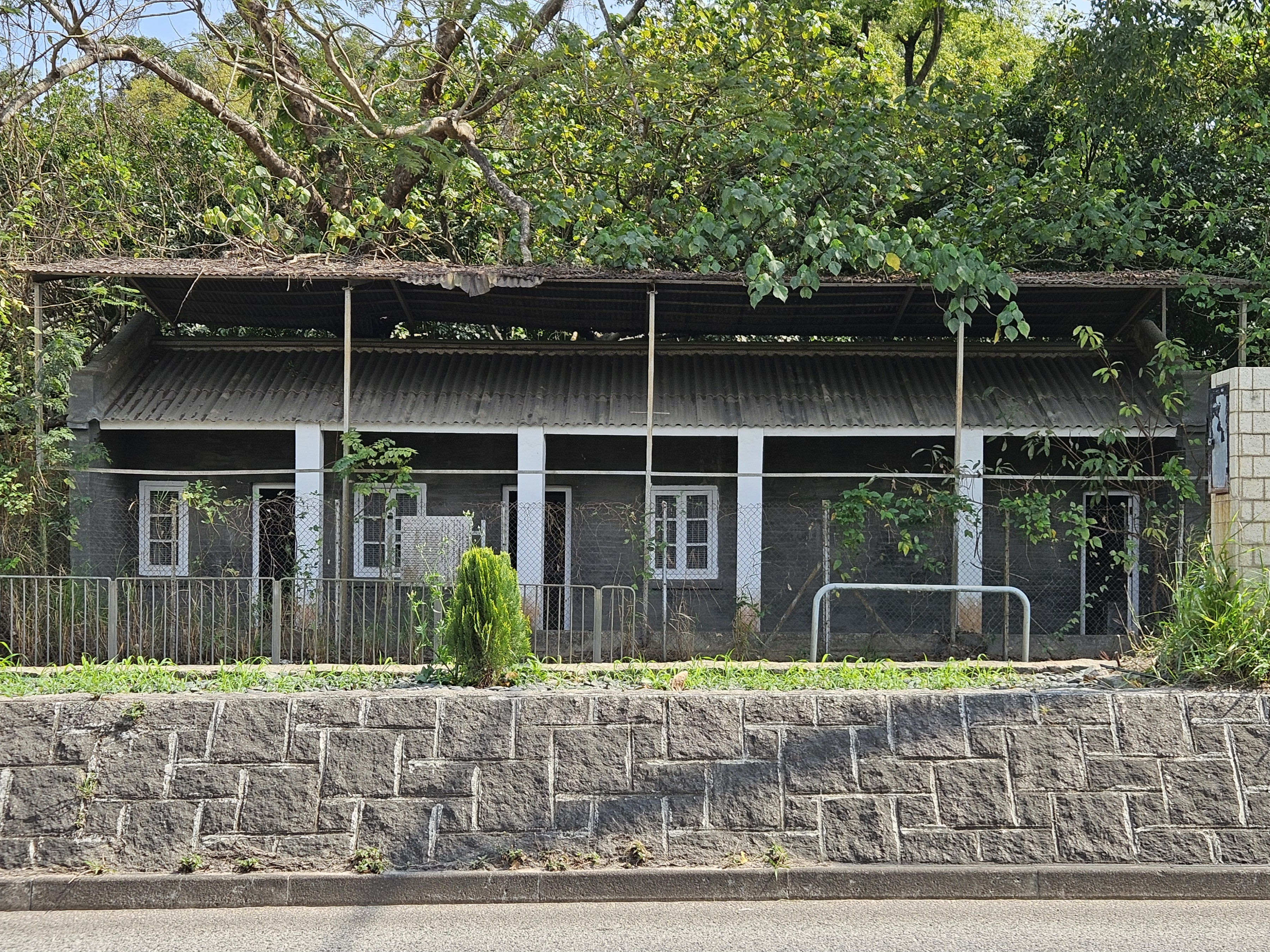
Ehemaliger Bahnhof Hung Ling der Sha Tau Kok Railway

Die Sha Tau Kok Railway (chinesisch 沙頭角鐵路, Pinyin Shā Tóu Jiǎo Tiělù) war eine knapp 10 km lange Schmalspurbahn mit einer Spurweite von 610 mm (2 Fuß) und führte in den nördlichen New Territories von Hongkong von Fanling nach Sha Tau Kok. 

## Geschichte
Der Betrieb der Sha Tau Kok Railway wurde am 1. April 1912 aufgenommen. Sie wurde mit dem Gleis- und Rollmaterial einer Feldbahn betrieben, die beim Bau des britischen Abschnitts der Kowloon-Canton Railway eingesetzt worden war, der 18 Monate zuvor im Jahr 1910 in Betrieb genommen wurde. Auf den ersten 6,5 km von Fanling bis in die Nähe des Dorfes Au Ha wurden die Schienen neben und auf einer neu gebauten Straße verlegt. Von Au Ha bis Sha Tau Kok erforderte der zu überwindende Höhenunterschied für die Eisenbahn eine längere Route mit Steigungen von bis zu 1:45 und minimalen Kurvenradien von 45 m (150 Fuß). Stellenweise sind die Schienen sowie ein Tunnel heute noch im dichten Bewuchs erkennbar.
1924 entschied sich die Regierung von Hongkong, die bestehende Autostraße von Au Ha nach Sha Tau Kok zu verlängern. Die Bahnlinie wurde daraufhin zunehmend weniger rentabel und stellte den Betrieb am 1. April 1928 ein.
Anschließend wurden zwei im Dezember 1923 beschaffte Dampflokomotiven von W. G. Bagnall Ltd., die von Mitte 1924 bis zur Stilllegung genutzt wurden, von der Regierung von Hongkong an die North Negros Sugar Company in Iloilo auf den Philippinen verkauft. Bis 1990 wurden sie verwendet, um Zuckerrohr in die Zuckerfabriken zu bringen, und danach wurden sie als Rangierloks und für Gleis-Wartungsarbeiten eingesetzt. Im Jahr 1995 wurden die Lokomotiven von der Kowloon-Canton Railway Corporation erworben und zurück nach Hongkong gebracht, wo eine der beiden nach einer Generalüberholung im Hong Kong Railway Museum ausgestellt ist. Die andere wurde 2007 dem Phyllis Rampton Narrow Gauge Railway Trust in Großbritannien gespendet, um die Wiederherstellung und Verwendung auf der Vale of Rheidol Railway in Wales zu ermöglichen.

## Bahnhöfe

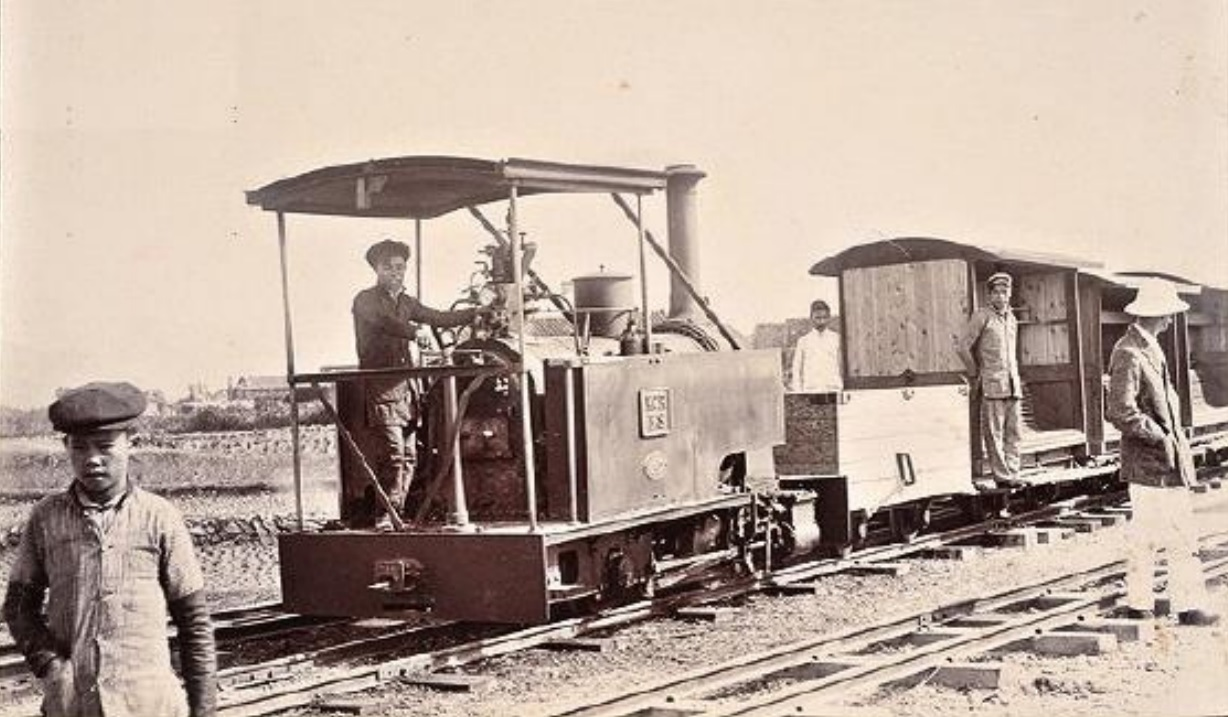
Feldbahnlokomotive, die beim Bau und der Einweihung der Strecke eingesetzt wurde

Die Bahnlinie hatte folgende Bahnhöfe und Haltepunkte:
- Fanling mit Umsteigemöglichkeit zur Kowloon-Canton Railway
- Hung Ling
- Wo Hang
- Shek Chung Au
- Sha Tau Kok

Der Bahnhof von Fanling ist weiterhin in Betrieb. Das Bahnhofsgebäude von Hung Leng ist noch erhalten, aber die anderen Bahnhöfe wurden abgerissen.